# Desa Sindangjaya (administrativ by i Indonesien, Jawa Tengah, lat -7,08, long 108,88)
Desa Sindangjaya är en administrativ by i Indonesien.   Den ligger i provinsen Jawa Tengah, i den västra delen av landet, 240 km öster om huvudstaden Jakarta.